# Neomilichia minor
Neomilichia minor är en fjärilsart som beskrevs av Felder 1874. Neomilichia minor ingår i släktet Neomilichia och familjen nattflyn. Inga underarter finns listade i Catalogue of Life.